# Saison 3 de Notre belle famille
Cet article présente la saison 3 de la série télévisée américaine Notre belle famille.

## Distribution[1]
- Patrick Duffy (Frank Lambert)
- Suzanne Somers (Carol Foster Lambert)
- Staci Keanan (Dana Foster)
- Brandon Call (John Thomas Lambert)
- Sasha Mitchell (Cody Lambert)
- Angela Watson (Karen Foster)
- Christine Lakin (Alicia Lambert)
- Christopher Castile (Mark Foster)
- Josh Byrne (Brendan Lambert)

## Épisodes
La saison comporte 23 épisodes.
1. Dana et Cody brûlent les planches
2. Faux départ
3. Jamais le dimanche
4. La Solution de facilité
5. Le Monde à l'envers
6. Les jeux vidéo rendent fou
7. Moto à gogo
8. Cody s'étale
9. Duo pour trois
10. Pas de deux
11. Noël en prison
12. La Voiture d'occasion
13. Mauvaise fréquentation
14. Moi qui ai tout lu
15. C'est dur d'apprendre à être un homme
16. L'Ange gardien
17. Jolies filles
18. Un week-end cauchemardesque
19. Naissance d'une vocation
20. La Quarantaine rugissante
21. L'Étrange Affaire du journal volé
22. Les Grandes Espérances
23. Soir de bal